# Balletto (musica)
Il Balletto come forma musicale è progredito da semplice complemento alla danza, a una forma compositiva concreta che spesso ha avuto tanto valore quanto la danza che ne è seguita. La forma della danza, nata in Francia durante il XVII secolo, iniziò come una danza teatrale. Non fu che nel XIX secolo che il balletto ottenne lo status di forma "classica". Nel balletto, i termini "classico" e "romantico" sono cronologicamente invertiti dall'uso musicale. Così, il periodo classico del XIX secolo nel balletto coincise con l'era romantica del XIX secolo nella musica. Compositori di musica classica del XVII e XX secolo, tra cui Jean-Baptiste Lully, Pëtr Il'ič Čajkovskij, Igor' Stravinskij e Sergej Prokof'ev, erano prevalentemente in Francia e in Russia. Eppure, con l'aumento della notorietà internazionale osservata nel corso della vita di Ciajkovskij, la composizione di balletto e il balletto in generale si diffusero in tutto il mondo occidentale.

## Storia
Fino alla seconda metà del XIX secolo il ruolo della musica nel balletto era secondario, con l'accento principale sulla danza, mentre la musica era semplicemente una raccolta di brani ballabili. Scrivere "musica per balletto" era un lavoro per gli artigiani musicali, piuttosto che per i maestri. Per esempio i critici del compositore russo Pëtr Il'ič Čajkovskij (1840-1893) parlavano della sua scrittura di musica per balletto come qualcosa di umiliante.
Dai primi balletti fino al tempo di Jean-Baptiste Lully (1632-1687) la musica del balletto era indistinguibile dalla musica da ballo da sala. Lully creò uno stile che era distinto, in cui la musica raccontava una storia. Il primo ballet d'action fu messo in scena nel 1717. Questa era una storia raccontata senza parole. Il pioniere fu John Weaver (1673-1760). Sia Lully che Jean-Philippe Rameau (1683-1764) hanno scritto opéra-ballet, dove la storia veniva parzialmente ballata e in parte cantata, ma la musica del balletto divenne via via meno importante.
Il grande passo successivo avvenne nei primi anni del diciannovesimo secolo, quando i ballerini principali cambiarono dall'uso di scarpe dure alle scarpette da ballo. Ciò permise di utilizzare uno stile musicale più libero. Maria Taglioni (1804-1884) è accreditata come la prima ballerina a ballare en pointe in La Sylphide nel 1832. Ora era possibile avere una musica che fosse più espressiva. A poco a poco, la danza divenne più audace, con gli uomini che sollevavano le ballerine in aria.
Fino al tempo di Ciajkovskij il compositore di balletti era considerato separato dal compositore di sinfonie. La musica di balletto era un accompagnamento per le danze per il solista ed il gruppo. Il lago dei cigni di Čajkovskij fu il primo pezzo di balletto musicale creato da un compositore sinfonico. Seguendo l'iniziativa di Ciajkovskij i compositori di balletto non scrivevano più pezzi semplici e facilmente ballabili. Il focus di un balletto non era più solo la danza; le composizioni dietro le danze cominciarono a prevalere di pari passo. Alla fine del XIX secolo Marius Petipa, coreografo e ballerino di danza francese, collaborò con compositori come Cesare Pugni per creare capolavori di balletto che vantavano sia una danza complessa che una musica complessa. Petipa lavorò anche con Ciajkovskij, sia attraverso la collaborazione con Ciajkovskij nella sua opera La bella addormentata e Lo schiaccianoci, sia indirettamente attraverso la revisione de Il lago dei cigni di Čajkovskij dopo la morte del compositore.
In molti casi i balletti erano ancora scene brevi all'interno di opere, per consentire cambiamenti scenici o di costumi. Forse l'esempio più noto della musica di balletto che fa parte di un'opera è la Danza delle Ore dall'opera La Gioconda (1876) di Amilcare Ponchielli. Ci fu un violento cambiamento di stato d'animo quando andò in scena il balletto di Igor' Stravinskij La sagra della primavera (1913). La musica era modernista e dissonante ed i movimenti erano altamente stilizzati. Nel 1924 George Antheil scrisse Ballet Mécanique, che era in realtà un film di oggetti in movimento, non per danzatori, ma fu pionieristico nell'uso della musica jazz. Da questo punto la musica per la danza si divide in due direzioni: moderna e danza jazz. George Gershwin tentò di colmare questa lacuna con la sua colonna sonora ambiziosa per il film Shall We Dance (1937), componendo oltre un'ora di musica che spaziava dalla musica cerebrale e tecnica al jazz foot-stomping ed alla rumba. Una scena, Hoctor's Ballet, è stata composta appositamente per la ballerina Harriet Hoctor.
Un altro filone nella storia della musica classica è la tendenza verso adattamenti creativi della musica antica. Ottorino Respighi prese le opere di Gioachino Rossini (1792-1868) e le mise insieme in un balletto chiamato La Boutique fantasque, presentato in anteprima nel 1919. Il pubblico per balletto generalmente preferisce la musica romantica, così i nuovi balletti vengono confezionati prendendo spunto da vecchi lavori con nuova coreografia. Un esempio ben noto è The Dream con la musica di Felix Mendelssohn (1809-1847), arrangiata da John Lanchbery.

## Compositori di balletti
I seguenti sono alcuni dei principali compositori di balletto:
- Adolphe Adam
- Boris Vladimirovič Asaf'ev
- Leonard Bernstein
- Victor Bruns
- Aaron Copland
- Léo Delibes
- Violeta Dinescu
- Riccardo Drigo
- Manuel de Falla
- Lorenzo Ferrero
- Aleksandr Konstantinovič Glazunov
- Reinhold Glière
- Christoph Willibald Gluck
- Ferde Grofé
- Aram Il'ič Chačaturjan

- Jean-Baptiste Lully
- Darius Milhaud
- Ludwig Minkus
- Bruno Moretti
- Francis Poulenc
- Sergej Sergeevič Prokof'ev
- Cesare Pugni
- Maurice Ravel
- Erik Satie
- Dmitrij Dmitrievič Šostakovič
- Igor' Fëdorovič Stravinskij
- Carlos Surinach
- Pëtr Il'ič Čajkovskij
- Nikolaj Nikolaevič Čerepnin
- Stefano Vagnini